# 戈德威特冰川
戈德威特冰川（英語：Godwit Glacier），是南極洲的冰川，位於維多利亞地的斯科特海岸，處於阿斯加德山脈，流經霍爾姆-漢森山，最終注入巴特利冰川，由新西蘭地理委員會命名，現時由南極條約體系管理。